# Iglesia de Santiago (Alba de Tormes)

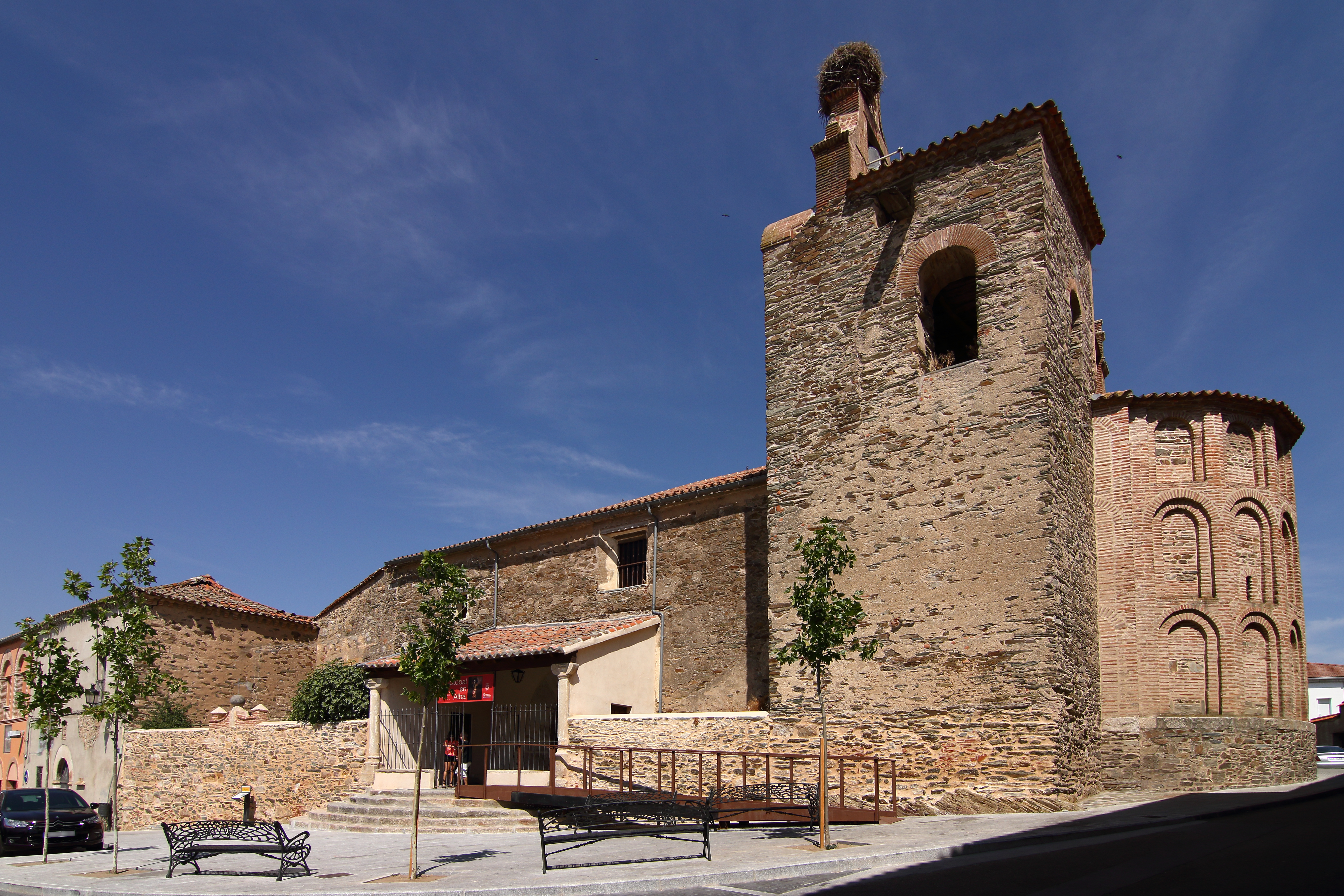
Iglesia de Santiago, Alba de Tormes, fachada principal

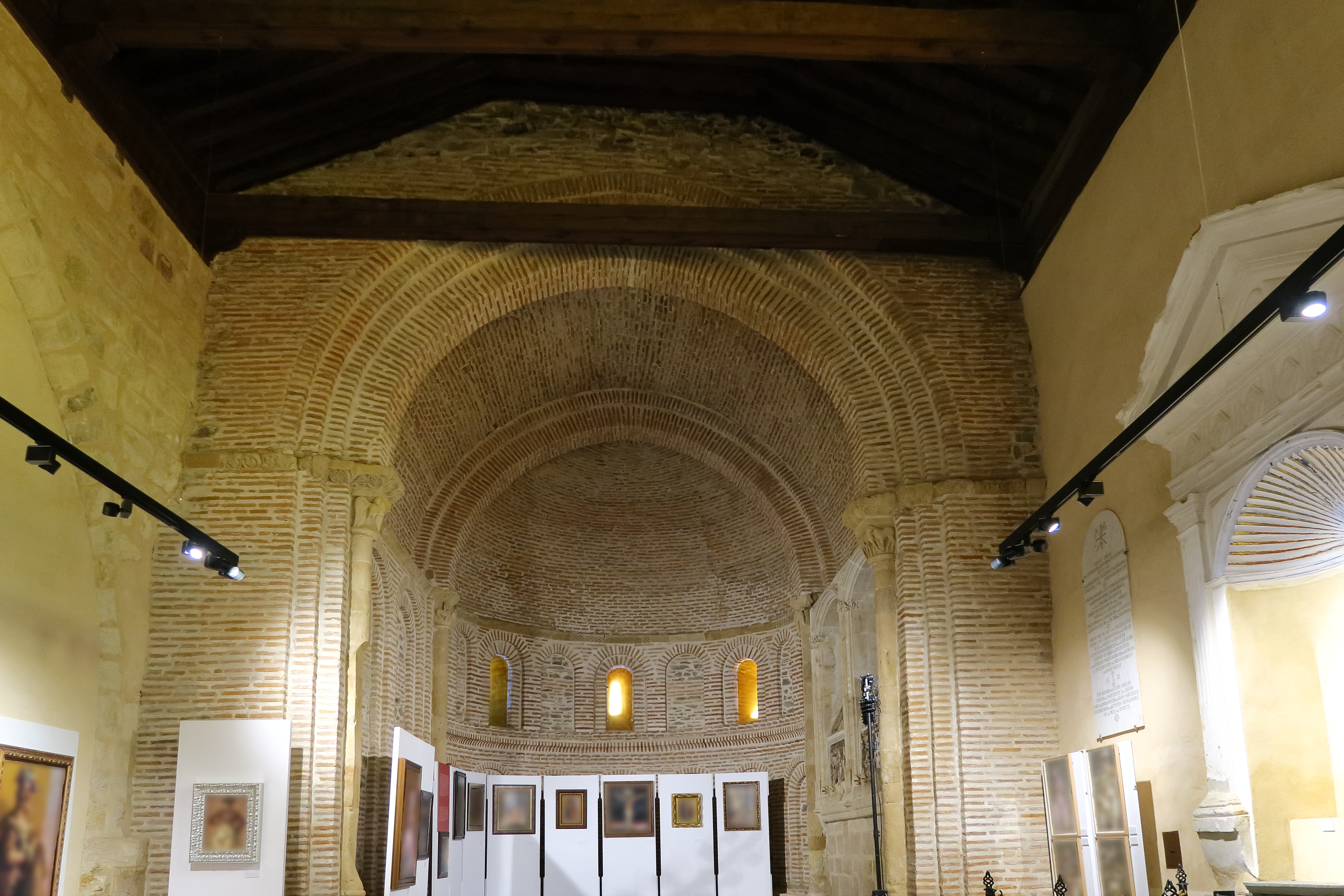
Interior ábside de la Iglesia de Santiago, Alba de Tormes

La iglesia de Santiago de Alba de Tormes (Salamanca, España) es mencionada, en el Fuero concedido por Alfonso VII de León en 1140, como lugar de reunión del Concejo. 

## Descripción
Destaca en su exterior el ábside semicircular, de estilo mudéjar, decorado por tres fajas de arquerías ciegas, formadas por arcos de medio punto y trilobulados en la faja superior de su tramo recto. 
Cobijada por un atrio, sostenido por dos columnas de granito, de construcción posterior, se encuentra la puerta de ingreso, resuelta mediante arco de medio punto formado por grandes dovelas. 
Su interior consta de una sola nave, cubierta con artesonado de madera, a la que se adosa, a finales del siglo XV, mediante arco longitudinal hoy cegado, otra nave colateral. 
El ábside, decorado con arquerías ciegas y cubierto con bóveda de cuarto de esfera, y de cañón en su tramo recto, es una construcción de ladrillo, con algunos elementos en piedra, como las cuatro columnas adosadas rematadas en interesantes capiteles y la línea de imposta que recorre todo su perímetro, decorada con palmeta inscrita en círculo, en el tramo recto, y ajedrezada en el semicírculo. 
Al lado de la Epístola, también en piedra y cobijados por arcos carpaneles, se localizan dos sepulcros, sostenidos por cuatro leones, ricamente decorados con escudos de castillos y leones.